# 小行星4424
小行星4424（4424 Arkhipova）是一颗绕太阳运转的小行星，为主小行星带小行星。该小行星于1967年2月16日发现。

## 轨道参数
小行星4424的轨道半长轴为2.7569166 UA，离心率为0.080。